# Miantochora interrupta
Miantochora interrupta là một loài bướm đêm trong họ Geometridae.